# Unia Demokratyczna (Słowacja)
Unia Demokratyczna (słow. Demokratická únia, DÚ) – słowacka centroprawicowa partia polityczna, działająca w latach 1994–2000.
23 kwietnia 1994 powstała Unia Demokratyczna Słowacji. Współtworzyły ją środowiska Milana Kňažki i Jozefa Moravčíka (wywodzące się z HZDS). W 1994 partia uzyskała 8,6% i 15 mandatów w Radzie Narodowej. W 1995 przyłączyła się do niej Partia Narodowo-Demokratyczna Ľudovíta Černáka (grupa rozłamowa ze Słowackiej Partii Narodowej), ugrupowanie przyjęło nazwę Unia Demokratyczna.
W 1997 Unia Demokratyczna przystąpiła do Słowackiej Koalicji Demokratycznej. W 2000 partia rozwiązała się, przyłączając się do Słowackiej Unii Chrześcijańskiej i Demokratycznej.
Liderami partii byli Jozef Moravčík i od 1999 Ľubomír Harach.